# Karim Adiprasito

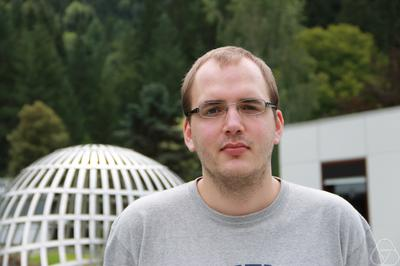
Karim Adiprasito in 2012

Karim Alexander Adiprasito  (* 1988 in Aachen) ist ein deutscher Mathematiker.
Adiprasito studierte ab 2007 an der Universität Dortmund Mathematik mit dem Diplom 2010 bei Tudor Zamfirescu und wurde 2013 an der FU Berlin bei Günter Ziegler promoviert (Titel der Dissertation: Methods from Differential Geometry in Polytope Theory).  Während seines Studiums besuchte er 2008/09 das Indian Institute of Technology in Mumbai und 2011/12 die Hebräische Universität Jerusalem. 2013/14 war er Post-Doktorand am IHES und 2014/15 als Minerva Fellow der Max-Planck-Gesellschaft an der Hebräischen Universität. 2015 und 2016 war er am Institute for Advanced Study. Seit 2015 war er Assistant Professor und seit 2016 Associate Professor an der Hebräischen Universität, daneben hatte er zeitweise eine Professur an der Universität Leipzig. Seit 2019 war er zusätzlich zu seiner Professur an der Hebräischen Universität (Einstein Institute of Mathematics) Professor an der Universität Kopenhagen. Seit 2022 ist er Directeur de Recherche beim CNRS und arbeitet an der Sorbonne.
Er befasst sich mit Kombinatorik und speziell diskreter Geometrie (Polytope), vor allem in Beziehung zu algebraischen und geometrischen Strukturen.
2015 erhielt er den European Prize in Combinatorics für „seine weitreichenden und tiefliegenden Beiträge zur diskreten Geometrie mit analytischen Methoden und speziell für seine Lösung alter Probleme von Perles und Shephard (die bis auf Legendre und Steinitz zurückgehen) über projektiv eindeutige Polyeder“ (Laudatio). 2016 erhielt er einen ERC Starting Grant, und 2018 wurde er zum Fellow der Knut and Alice Wallenberg Foundation ernannt. 2017 erhielt er den Klachky-Preis der Hebräischen Universität.
Mit Padrol vervollständigte er den Universalitätssatz von Mnëv für Realisierungsräume simplizialer Polytope.
Mit June Huh und Eric Katz löste er 2015 eine Vermutung von Gian-Carlo Rota, Heron und Welsh. Sie besagt, dass die Koeffizienten des chromatischen Polynoms von Matroiden eine log-konkave Folge bilden und der Beweis zeigte einen unerwarteten Zusammenhang von kombinatorischen Objekten mit der ursprünglich aus der algebraischen Geometrie stammenden Hodge-Theorie. Dafür erhielt er 2019 den New Horizons in Mathematics Prize.
Ende 2018 löste er die g-Vermutung von Peter McMullen für triangulierte Sphären.  Für seine Arbeit erhielt er 2020 den EMS-Preis (Vortrag: Lefschetz beyond positivity and its applications). Mit Igor Pak löste er 2024 die Oda Vermutung.

## Schriften
- mit Günter Ziegler: Many projectively unique polytopes. In: Inventiones Mathematicae, Band 199, 2014, S. 581–652,  Arxiv
- mit Arnau Padrol: The universality theorem for neighborly polytopes. In: Combinatorica 37, No. 2, 129-136 (2017).
- mit Raman Sanyal: Relative Stanley-Reisner theory and upper bound theorems for Minkowski sums. Publ. Math., Inst. Hautes Étud. Sci. 124, 99-163 (2016).
- mit Anders Björner: Filtered geometric lattices and Lefschetz Section Theorems over the tropical semiring, Arxiv 2014
- mit June Huh und Eric Katz: Hodge theory for combinatorial geometries. In: Annals of Mathematics, Band 188, 2018, S. 381–452, arxiv:1511.02888 [math.CO]
- mit June Huh und Eric Katz: Hodge theory of matroids. In: Notices of the AMS, Januar 2017, Online
- Combinatorial Lefschetz theorems beyond positivity, Preprint, arXiv:1812.10454
- mit Igor Pak: All triangulations have a common stellar subdivision, arxiv:2404.05930